# Vickleby landskommun
Vickleby landskommun var en tidigare kommun i Kalmar län.

## Administrativ historik
Den 1 januari 1863 började kommunalförordningarna gälla och då inrättades cirka 2 500 kommuner (städer, köpingar och landskommuner), tillsammans täckande hela landets yta.
I Vickleby socken i Algutsrums härad på Öland inrättades då denna kommun. Landskommunen uppgick 1952 i Mörbylånga landskommun som sedan i sin tur 1971 ombildades till Mörbylånga kommun.

## Politik

### Mandatfördelning i Vickleby landskommun 1942-1946
| 9 | 11 |

| 20 |

| 9 | 11 |

| 17 | 3 |